# Bomen, bloemen en planten in vier jaargetijden
Bomen, bloemen en planten in vier jaargetijden is een artistiek kunstwerk in Amsterdam-Oost.

## Bomen etc.
Het bestaat uit een tegeltableau in de Pieter Nieuwlandstraat. De bebouwing aan deze 19e-eeuwse straat werd in de jaren tachtig van de 20e eeuw grotendeels afgebroken om plaats te maken voor nieuwbouw. Binnen die nieuwbouw ontstond tegenover de Dapperschool een open ruimte voor wat groen. In de loop der jaren verwilderde dat tot een onguur plekje. Kunstenaar Rick Paauw bood aan hier iets aan te doen; het zou een vervolgproject zijn op een project met de gemeente Amsterdam voor een tijdelijk kunstwerk aan de Mauritskade. Dat bestond uit houten panelen met als uitgangspunt knuffelbeesten;
deze knuffels werden door kinderen uit de Dapperbuurt getekend en door Rick Paauw uitvergroot en aangebracht
Paauw ging ook voor de “schutting” aan de Pieter Nieuwlandstraat aan de slag met de jeugd. Zij konden bij hem tekeningen inleveren onder slechts één voorwaarde, het moest iets te maken hebben met de vier jaargetijden. Uit het verzamelde werk werd een keus gemaakt, waarop Paauw ging combineren totdat de tekeningen een formaat hadden die op de tegelmuur konden komen. Van die ontwerpen werden vervolgens linoleumsneden gemaakt. Met een keramiekfabriek uit Den Haag werden die vervolgens overgezet naar tegels. Op een gele tegelwand is een groen kader aangebracht waarin zeven afbeeldingen geplaatst zijn.
De financiën werden ter beschikking gesteld door het Amsterdamse Fonds voor de Kunst, Stadsdeel Oost en de betrokken woningbouwvereniging. Gedurende het traject werd het ontwerp steeds aangepast door ieders bemoeienissen. De kunstenaar was er al met al grofweg 1,5 jaar mee bezig. Ook na aanbrengen van het tegelwerk bleef de plek vandalen aantrekken, waardoor het parkje/tuintje (beter) beschermd moest worden met een hekwerk. 
Paauw werd in 1953 geboren en studeerde in 1982 af aan de Gerrit Rietveld Academie. Hij voert in 2023 atelier aan het Oetewalerstraat 67, een straat die in de buurt van de Pieter Nieuwlandstraat ligt. Hij ontmoet naar eigen zeggen nog regelmatig mensen die hem attent maken op zijn werk, maar ook inmiddels volwassen geworden kinderen die aan het project hebben meegewerkt. Het is vooralsnog het enige werk van Paauw in de openbare ruimte. 
In het kader van de aanpak van het parkje voortkomend uit de opknapbeurt in 2018 wilde de buurt het plein vernoemen naar Johanna Westerdijk; het ligt tegenover de Johanna Westerdijkstraat. Dat verzoek werd niet ingewilligd. Toch is er een soort straatnaambord met Johanna Westerdijkplein(tje).

## Bijkunst

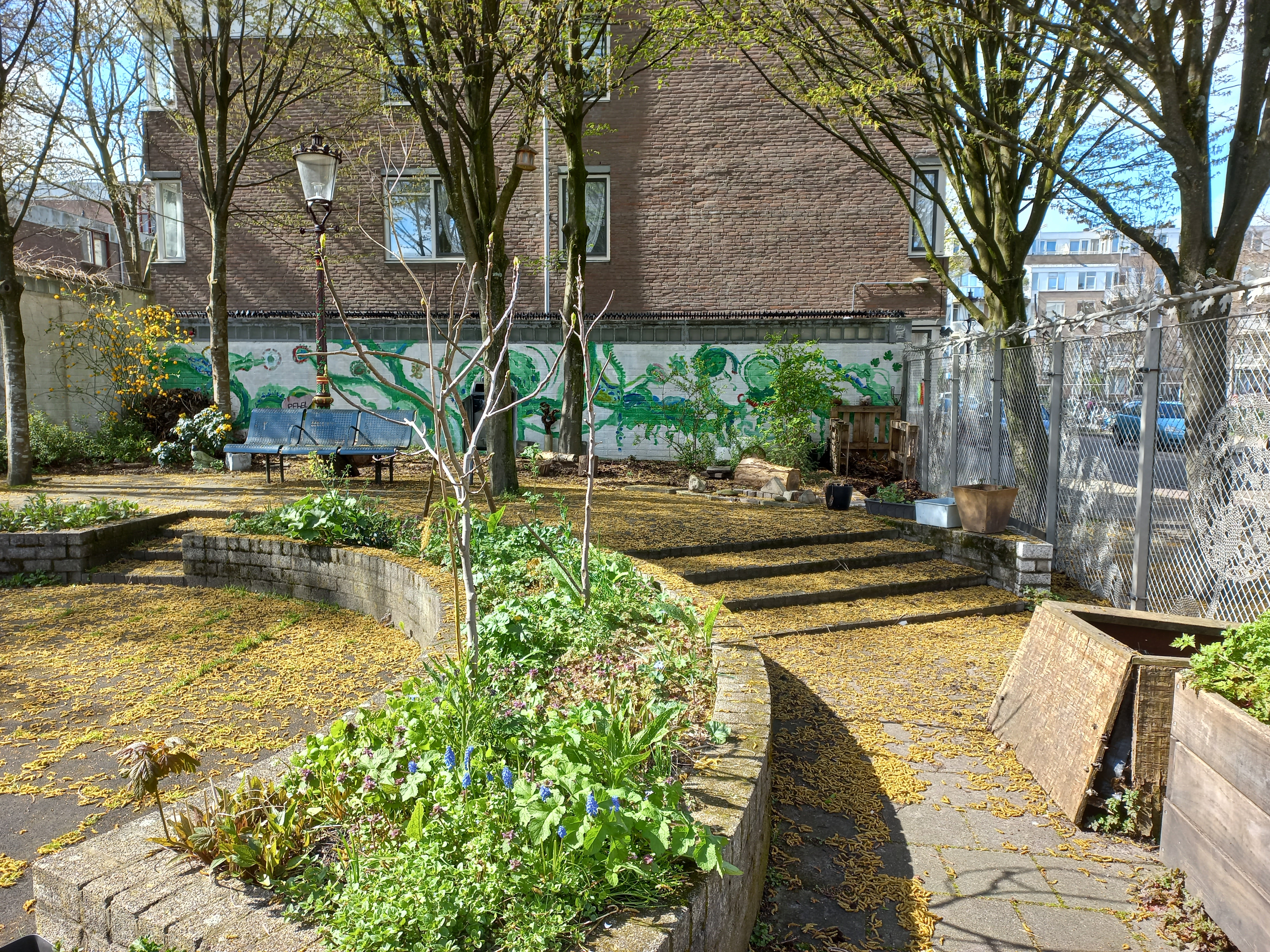
Muurschildering (april 2023)

Het tegeltableau werd begeleid door een muurschildering met stroken geel en groen van Nicara Gomez, die verder onbekend is gebleven. Deze is in de loop der tijd overgeschilderd door een nieuwe schildering met planten. Het parkje is afgeschermd door middel van een hekwerk. Het heeft borduurpatronen die overkomst hebben met Home sweet home in het Nelson Mandelapark. 